# Ronald Eguino
Ronald Eguino Segovia (Esmeralda-Chapare, Bolivia. 20 de febrero de 1988) es un futbolista boliviano. Se desempeña como defensor. Actualmente juega en el Real Potosí de la Primera División de Bolivia.

## Trayectoria
Ronald Eguino se inició profesionalmente el año 2006 en el Club Real Potosí de la LFPB, donde rápidamente ganó el puesto de titular como lateral derecho. Sus actuaciones durante la temporada 2010 llamaron la atención del Club Bolívar, adonde pasó en principio en calidad de préstamo, en enero de 2011. El traspaso definitivo a Bolívar se concretiza en 2014, tras una buena Copa Libertadores en la que se afirmó como defensor central titular.

## Selección nacional
Ha sido internacional con el seleccionado boliviano en 18 ocasiones, sin marcar goles.

## Clubes
| Club        | País    | Año           |
| ----------- | ------- | ------------- |
| Real Potosí | Bolivia | 2006-2010     |
| Bolívar     | Bolivia | 2011-2018     |
| San José    | Bolivia | 2019          |
| Real Potosí | Bolivia | 2020-presente |

## Palmarés

### Campeonatos nacionales
| Título            | Club        | País    | Año  |
| ----------------- | ----------- | ------- | ---- |
| Torneo Apertura   | Real Potosí | Bolivia | 2007 |
| Torneo Adecuacion | Bolívar     | Bolivia | 2011 |
| Torneo Clausura   | Bolívar     | Bolivia | 2013 |
| Torneo Apertura   | Bolívar     | Bolivia | 2014 |
| Torneo Clausura   | Bolívar     | Bolivia | 2015 |
| Torneo Apertura   | Bolívar     | Bolivia | 2017 |
| Torneo Clausura   | Bolívar     | Bolivia | 2017 |